# Centre olympique de hockey de Rio de Janeiro
Le Centre olympique de hockey est le site où se déroulent les compétitions de hockey sur gazon lors des Jeux olympiques d'été de 2016.
Il est composé de trois terrains dont le principal possède une capacité de 10000 places.